# Zhu Juefeng
Zhu Juefeng (forenklet kinesisk: 朱觉凤; traditionel kinesisk: 朱覺鳳; pinyin: Zhū Juéfèng, født 5. maj 1964) er en tidligere kvindelig kinesisk håndboldspillerspiller som deltog under Sommer-OL 1984.
I 1984 var hun med på de kinesiske håndboldlandshold som vandt en bronzemedalje. Hun spillede i alle fem kampe og scorede ti mål.